# 世界無童工日
世界無童工日（英語：World Day Against Child Labour）是國際勞工組織發起的紀念日。自2002年開始，每年6月12日為世界無童工日，旨在增進大眾對童工處境的認識、號召社會參與，起源於1973年《准予就業最低年齡公約》與1999年《禁止和立即行動消除最惡劣形式的童工勞動公約》兩份公約的內容與精神。

## 背景
國際勞工組織是聯合國管理勞工、勞動事務的專門機構，於2002年發起「世界無童工日」，喚起大眾對童工處境的認識、共同努力打擊童工現象。在這一天，世界各國政府、地方政府、民間組織、國際組織、工會與雇主團體齊聚一堂，討論童工議題、建立協助童工的策略與標準。
根據國際勞工組織統計，全球有數以億計的女孩或男孩因為工作，而被剝奪受教育、健康、休閒與自由的基本權利。這些兒童中又有一半從事最危險、惡劣的工作，如高風險職業、販毒、賣淫等違法行為，甚至參與武裝衝突。

## 外部連結
- 世界無童工日官方網站 （页面存档备份，存于）（英文）